# Généatique
Généatique est un logiciel de généalogie édité par le Centre de développement de l'informatique personnelle (CDIP) et fonctionnant sur Windows 7, 8, 10  et 11.
Le logiciel est créé par François Lerebourg (d), actuellement président de la société CDIP qui met à jour chaque année son logiciel. La version actuellement disponible est Généatique 2025.

## Fonctionnalités
Le logiciel permet de saisir les individus d'une généalogie, imprimer un arbre généalogique, pratiquer des imports et exports GEDCOM et Nimègue. Il existe aussi des exports vers les sites web Geneatique.net et Geneanet. Une application Généatique Mobile est aussi disponible pour les systèmes iOS et Androïd.
Le logiciel possède une version gratuite et différentes formules payantes,,.